# Kanariya
kanariya – dwunasty singel Ayumi Hamasaki. Sprzedano 289 200 kopii (limit to 300 000 kopii). Singel znalazł się na #1 miejscu w rankingu Oricon. W Japonii kosztował ¥ 1 365. Teksty do piosenek napisała Ayumi Hamasaki, natomiast muzykę opracował Hoshino Yasuhiko.

## Lista utworów
| Nr  | Tytuł                                       | Muzyka                       | Aranżacja  | Czas |
| --- | ------------------------------------------- | ---------------------------- | ---------- | ---- |
| 1.  | "kanariya (Jonathan Peters Vocal Club Mix)" | Yasuhiko Hoshino             | CPM-Marvin | 9:58 |
| 2.  | "kanariya (Struggle Mix)"                   | Yasuhiko Hoshino             |            | 6:03 |
| 3.  | "kanariya (HΛL's Mix)"                      | Yasuhiko Hoshino             | HΛL        | 4:23 |
| 4.  | "kanariya (DJ-TURBO Club Mix)"              | Yasuhiko Hoshino             |            | 7:10 |
| 5.  | "kanariya (Dub's Energy Remix)"             | Yasuhiko Hoshino             |            | 7:31 |
| 6.  | "Two of us (HΛL's Mix)"                     | Daisuke Miyaji, Ryosuke Imai | HΛL        | 5:17 |
| 7.  | "kanariya (SPAZM Mix)"                      | Yasuhiko Hoshino             |            | 6:23 |
| 8.  | "from your letter (pandart sasanooha Mix)"  | Akio Togashi                 |            | 5:41 |
| 9.  | "kanariya (Big Room Mix)"                   | Yasuhiko Hoshino             |            | 7:35 |
| 10. | "kanariya (HIROSHI's Nite Clubing Mix)"     | Yasuhiko Hoshino             |            | 5:15 |
| 11. | "kanariya (Full Vocal Mix)"                 | Yasuhiko Hoshino             |            | 6:45 |
| 12. | "kanariya (Original Mix -Radio Edit-)"      | Yasuhiko Hoshino             |            | 3:03 |
| 13. | "kanariya (Vocal Track)"                    | Yasuhiko Hoshino             |            | 3:03 |